# Gmina Richland (hrabstwo Decatur)

Położenie Gminy Richland w hrabstwie Decatur

Gmina Richland (ang. Richland Township) – gmina w USA, w stanie Iowa, w hrabstwie Decatur. Według danych z 2000 roku gmina miała 394 mieszkańców, a jej powierzchnia wynosi 92,67 km².